# The Tan Aquatic with Steve Zissou
The Tan Aquatic with Steve Zissou (titulado El bronceado acuático de Steve Zissou en España y Stewie, piel de bronce en Hispanoamérica) es el undécimo episodio de la quinta temporada de la serie Padre de familia emitido el 18 de febrero de 2007 a través de FOX. El episodio está escrito por Mark Hentemann y dirigido por Julius Wu. Las críticas recibidas, tanto por el argumento como por las referencias culturales fueron dispares. Según la cuota de pantalla Nielsen, fue visto por 8,53 millones de televidentes.
La trama se centra en Stewie, el cual empieza a obsesionarse con el bronceado hasta que en un percance termina por quemarse la piel. Por otra parte, Chris empieza a tener problemas de acoso escolar con un compañero del instituto hasta que Peter decide hablar con él, pero termina perdiendo los estribos. Pronto descubre que meterse con la gente es "genial" después de que este le convenza.

## Argumento
Al mismo tiempo que Peter cuida de Stewie, decide llevarse a su hijo al golf con sus amigos. A pesar del día caluroso y de lo sensible que es la piel de un bebé, a este se le olvida aplicarle crema solar por lo que al llegar a casa, Lois le recrimina su falta de atención al verle quemado. Cuando este va al baño a mirarse en el espejo decide mantener su bronceado hasta tal punto de instalar un solárium en su habitación. Obsesionado con su nuevo aspecto vuelve a utilizar el solárium y le pide a Brian que le despierte en un cuarto de hora, sin embargo tras echarse una siesta de seis horas descubre que ha dejado al lactante dentro de la cabina y al salir, Stewie aparece completamente quemado e incapaz de moverse por el dolor.
Finalmente opta por dejar de usar los rayos UVA antes de que llegue a dañarse la piel, sin embargo descubre un lunar del que está seguro que es cáncer. Tras someterse a un chequeo médico, el Dr. Hartman le comenta que en unos días tendrá los resultados del análisis además de comunicarle de que el lunar es benigno. Aun así sigue seguro de que podría morir en unos días por lo que le exige que le haga realidad algunos deseos tras echarle al can la culpa de su convalecencia.
Harto de las continuas actividades de Stewie, llega el último deseo: una autobiografía que termina por desquiciar al can, el cual al coger el teléfono y hablar con el Dr. Hartman, le revela que los análisis sobre el supuesto cáncer han dado negativo para tranquilidad de Stewie, quién tras ver lo que ha escrito Brian por el momento le reprocha su mal parecer tras ver que Brian se ha dibujado asimismo ahorcándose.
Por otro lado, Kyle, uno de los compañeros del instituto y matón de Chris, le roba a este a su mejor cliente cuando Herbert le comenta que ha decidido leer otro periódico, por lo que decide plantarle cara, sin embargo llega a casa apalizado. Preocupados, Peter y Lois por la situación, ambos conversan sobre quién debe ir a hablar con los padres de Kyle. Peter, el cual recuerda que tuvo un matón que se metía con él continuamente, se ofrece para hablar con el joven, sin embargo cuando Kyle empieza a burlarse, pierde la cabeza y empieza a pegarle sin compasión hasta que el joven queda gravemente herido de la paliza. Atónito por su propio temperamento vuelve a casa a sabiendas de que se podría meter en un lío por haber pegado a un menor. No obstante, la madre de Kyle accede a no demandarle si pide disculpas. Sin embargo, Kyle le comenta que no tiene porque pedir perdón y empieza a hablarle de las ventajas de meterse con la gente. Convencido, Peter empieza a maltratar a su familia e incluso de sus amigos hasta que Lois le recuerda que con sus actos se está rebajando al mismo nivel que su antiguo matón del colegio.
Tras sentirse culpable por meterse con la gente a la que aprecia, admite que su mujer tiene razón por lo que decide enseñar a Chris como hay que enfrentarse a un abusón. Tras dar con Randy Folcher, el matón que le martirizaba de pequeño, Peter sale dispuesto a vengarse por todas las humillaciones a las que se vio sometido sin parar a pensar en que Folcher ahora padece esclerosis e aparentemente ha madurado cómo persona hasta que Chris se pone en medio antes de que pueda agredir al hombre y pega a su padre. El acto repentino de Chris le hace cambiar de parecer a Peter quien se arrepiente de sus actos agresivos y de haber hecho sufrir a la gente lo mismo que él sufría a manos de su matón. Chris le dice que no le importa y que le perdona siempre que no vuelva a meterse con nadie nunca más.

## Producción
David Goodman comento en el audiocomentario del DVD que "los episodios sobre Herbert son complicados a la hora de escribir los diálogos". En un principio, la voz de Kyle se la iba a prestar el actor Samm Levine, sin embargo se produjo un cambio con el personaje tal como señala MacFarlane ya que según él "era mucho más divertido el ver a Peter apalizar a un niño como si fuera igual de joven". En una escena eliminada, aparecía Chris pidiéndole dinero a su padre, el cual le contesta que se ha gastado diez dólares en un disfraz para Halloween. Seth MacFarlane declaró que el flashback del antepasado de Peter peleando con un canguro fue uno de los gags más extraños que ha hecho. La escena del enfado de Quagmire fue parcialmente censurada mediante pitidos en la televisión salvo en la edición DVD. Otra escena eliminada fue el flashback en el que Stewie recuerda la vez en la que los Griffin le alquilaron el ático a una ninfómana de Wisconsin que no paraba de jadear a alto volumen.
La voz de uno de los invitados a la fiesta de Stewie corresponde al productor de la serie Mike Barker y que según David A. Goodman "fue agradable tenerle de vuelta". La escena en la que pregunta sobre si va a ir a la cárcel mientras está escondido en un árbol tras pegar a un menor provocó controversias aunque no hubo necesidad de editar la secuencia. En un principio iban a añadir una secuencia del late night Late Night with Bib Fortuna en la escena en la que Brian se había quedado dormido, pero desecharon la idea al no considerarla buena. La escena en la que Brian le aplica crema solar a Stewie como si estuviera eyaculando al mismo tiempo que entra Don Knotts (como el Sr. Furley) en el acto fue eliminada ya que la animación no salió como esperaban. Otra escena eliminada muestra a Peter peerse en la cara de Meg y robarle a Chris el dinero para el almuerzo y el autobús. Al igual que pasó con la escena de Quagmire, el flashback en el que aparecía Dick Cheney como empleado de Wal-Mart fue censurada con un pitido sonoro. La escena en la que Chris interviene para impedir que su padre pegue a Randy fue bastante complicada de realizar, incluso en stop motion. La edición DVD incluye una escena extendida en la que Peter (antes de enseñarle a hacer frente a un matón) come una barra de chocolate y se ata una sudadera a la altura de la cara y respirando por la boca después simulando ser un ano en proceso de defecación.